# Dionysios von Kolophon
Dionysios (altgriechisch Διονύσιος) war ein antiker griechischer Maler, der aus Kolophon stammte und als Zeitgenosse des Polygnot um die Mitte des 5. Jahrhunderts v. Chr. wirkte.
Von seinen Werken liegen weder Namen noch Beschreibungen vor, doch gibt es einige ästhetische Beurteilungen seines Stils. Seine Gemälde müssen zumeist unterlebensgroß gewesen sein, denn Polygnot soll ihn in diesem Punkt übertroffen haben. Bereits Aristoteles stellte Dionysios mit Polygnot zusammen und ergänzte als Dritten noch den Maler Pauson. Über alle drei urteilte er, dass „Polygnot über der Wirklichkeit, Pauson unter derselben und Dionysios der Wirklichkeit entsprechend“ ihre Gestalten schufen. Sein Werk wies also verglichen mit dem des idealisierenden Polygnot einerseits naturalistische Tendenzen auf. Andererseits wird ein gewisser "prosaischer" und auf das Handwerkliche konzentrierter Zug das Werk des Dionysios charakterisiert haben und in das Urteil des Aristoteles eingeflossen sein. Plutarch schreibt, dass die Poesie seines Werkes den Eindruck einer großen Anstrengung mache und alle Leichtigkeit der Ausführung vermissen lasse, Aelian überliefert, er hätte Polygnot in der strengen Sorgfalt, in der Art der Figurengestaltung, in der Feinheit der Gewanddarstellung nachgeahmt. Die wiederholt gleichzeitige Nennung mit Polygnot zeugt demnach von einer gewissen Bedeutung des Dionysios, doch scheint er in viel stärkerem Maße Handwerker denn Künstler im antiken Urteil gewesen zu sein.